# Јерусалимски бејгл
Јерусалимски бејгл (арап. كعك القدس, хебр. בייגל ירושלמי) је врста хлеба која се пече у Јерусалиму. Има облик прстена, разликује се од традиционалног куваног бејгла.
Познат као beigaleh заснован је на ka'ak који се продаје на пијацама широм Блиског истока. Представља квасни, хрскави хлеб који је обликован у дугуљасти прстен и прекривен сусамом. Тесто има лакшу текстуру од традиционалног бејгла. Може се сећи и служити са разним додацима.

## Историја
Јерусалимски ka'ak или јерусалимски бејгл постао је популаран у Јерусалиму током посете Роксолане, супруге османског султана Сулејмана Величанственог, 1552. године. Наредила је стварање добротворне кухиње познате као „Хаски султан” (султанова вољена). У почетку је ka'ak био део комплетног оброка који се састојао од пиринча и меса, али се временом развио у главно јело које су конзумирали палестински становници града.
Временом се облик јерусалимског ka'ak или јерусалимског бејгла променио од округлог без рупе до облика са рупом и на крају до садашњег правоугаоног облика. Пекаре специјализоване за израду јерусалимског ka'ak или јерусалимског бејгла се налазе по улицама Старог града Јерусалима, више од двадесет их је у функцији. Овај занат се преносио са очева на синове генерацијама.